# Dasciopteryx
Dasciopteryx är ett släkte av fjärilar. Dasciopteryx ingår i familjen mätare.
Kladogram enligt Catalogue of Life:
| Dasciopteryx | \| \| Dasciopteryx aristophilides \| \| \| \| \| \| Dasciopteryx polymenes \| \| \| \| |
|              | \| \| Dasciopteryx aristophilides \| \| \| \| \| \| Dasciopteryx polymenes \| \| \| \| |
|              | Dasciopteryx aristophilides                                                            |
|              |                                                                                        |
|              | Dasciopteryx polymenes                                                                 |
|              |                                                                                        |